# Pachyteria basalis
Pachyteria basalis là một loài bọ cánh cứng trong họ Cerambycidae.